# Malone (ville, New York)
Pour les articles homonymes, voir Malone et Malone (New York).
Malone est une ville (town) américaine du comté de Franklin, dans l'État de New York. Au recensement de 2020, elle compte 12 433 habitants. La ville comprend un village du même nom. La ville est une ville de l'intérieur située dans la partie centre-nord du comté.

## Histoire

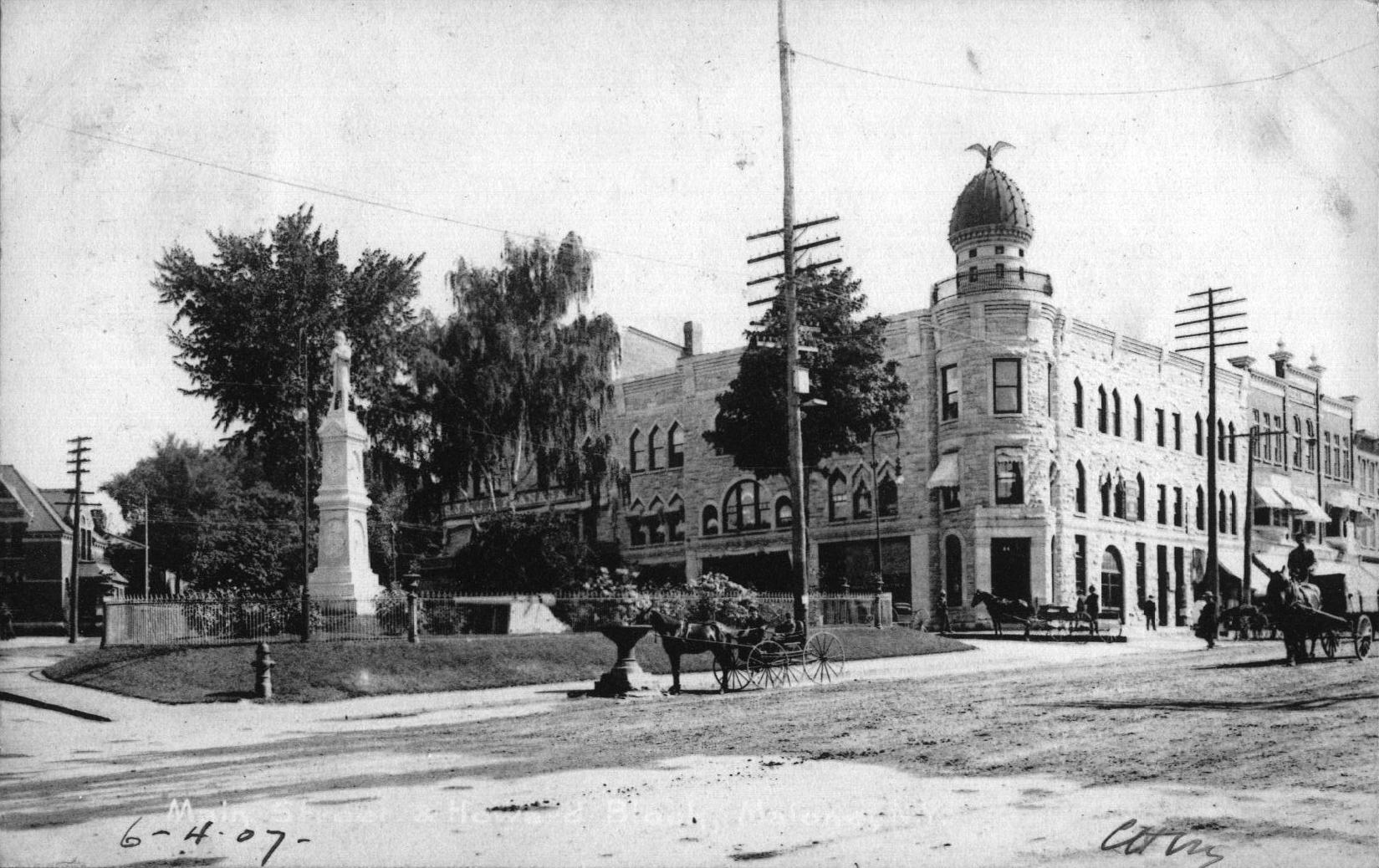
Grande rue (Main Street) de Malone en 1907

La ville est créée à partir d'une partie de la ville de Chateaugay en 1805. Elle s'appelait à l'origine « Harison », en hommage à Richard Harison (en), qui avait acheté le terrain et fondé la ville. Le nom est changé en 1808 pour « Ezraville », en hommage à Ezra L'Hommedieu (en), puis en 1812 pour « Malone ».

Carte panoramique de Malone de 1886 avec liste de points de repère par

Pendant la guerre de 1812, la ville est saccagée par des incursions des troupes britanniques depuis ce qui deviendra le Canada.
L'ancien gouverneur Mario Cuomo y institue des mesures financières pour accroître la stabilité économique du comté en y créant de nombreuses prisons (d'État et fédérales).
Entre 1901 et 1958, un service de train de banlieue (en) exploité par la New York Central Railroad relie Malone à Montréal, au Québec. 

## Géographie
Selon le Bureau du recensement des États-Unis, la ville a en 2010 une superficie totale de 266,3 milles carrés (689,7 km2), dont 262,9 mi2 (680,9 km2)  de terres et 3,3 mi2 (8,5 km2)  , soit 1,25 %, d'eau.
La route 11 (en) et la route 11B de l'État de New York (en) sont des routes publiques qui traversent la ville d'est en ouest, et tandis que la route 30 de l'État de New York (en) et la route 37 de l'État de New York (en) la traverse du nord au sud.
La rivière Salmon (en) coule vers le nord à travers le centre de la ville, et la rivière Trout coule à travers le coin nord-est.

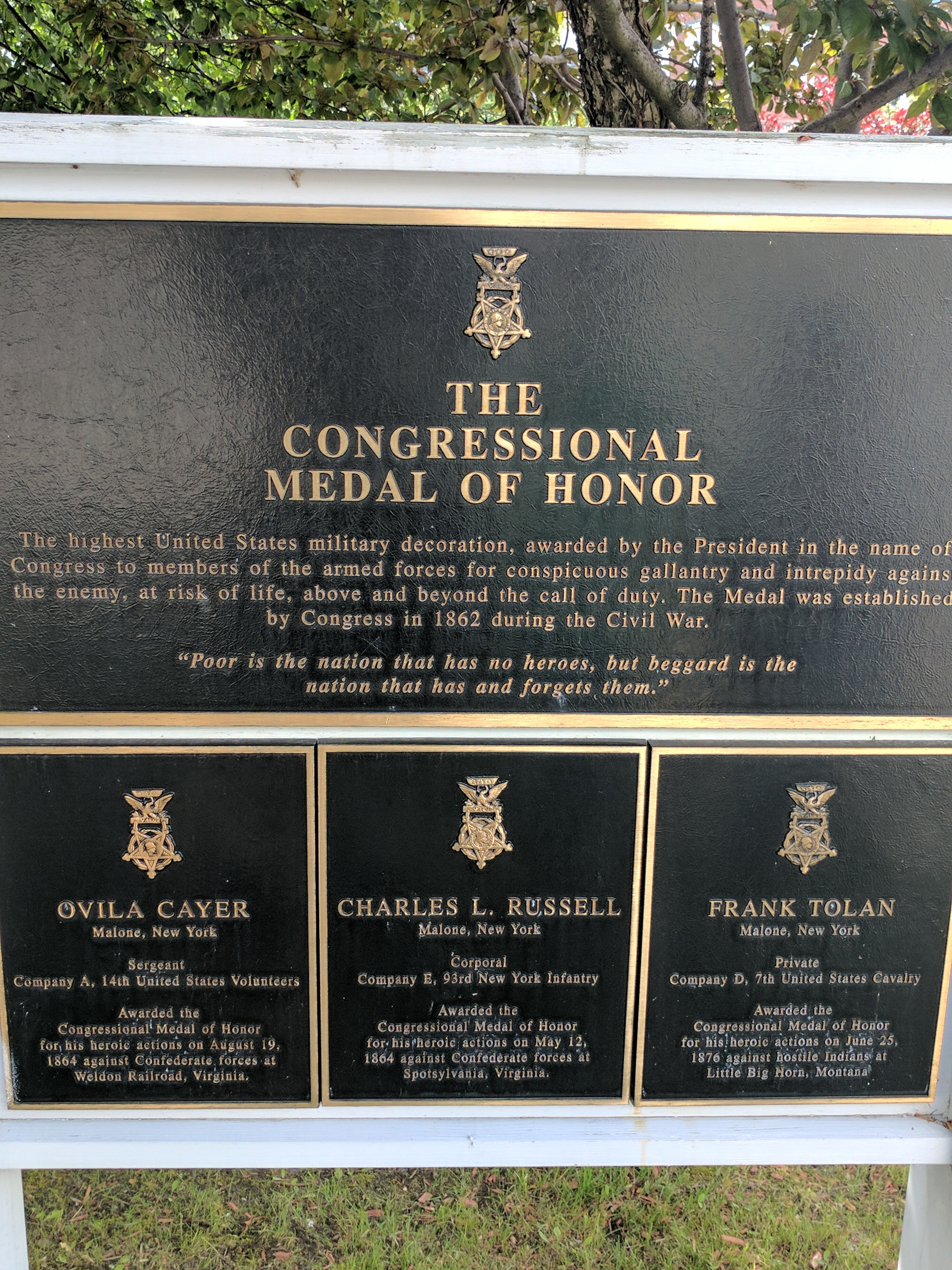
Trois récipiendaires de la Médaille d'honneur ont résidé à Malone.

## Climat
Selon la classification climatique de Köppen, Malone bénéficie d'un climat continental humide à étés chauds, abrégé « Dfb » sur les cartes climatiques. La température la plus élevée enregistrée à Malone a atteint 95 °F (35 °C) le 10 juillet 2020, tandis que la température la plus froide enregistrée était −31 °F (−35 °C) le 7 février 1993. 
| Mois | jan. | fév. | mars | avril | mai | juin | jui. | août | sep. | oct. | nov. | déc. |
| ---- | ---- | ---- | ---- | ----- | --- | ---- | ---- | ---- | ---- | ---- | ---- | ---- |

## Démographie
Au recensement de 2000, la ville de Malone compte 14 981 habitants, 4 114 ménages et 2 620 familles. La densité de population est alors de  0,552 38/sq mi (0,213 28/km2). Il s'y trouvent 4 644 logements d'une densité moyenne de 45,6 par mi² (17,6 par km²). La composition ethnique de la ville était de 73,61 % de Blancs, 18,56 % de Noirs ou Afro-Américains, 0,49 % d'Amérindiens, 0,63 % d'Asiatiques, 6,25 % d'autres races et 0,45 % de deux races ou plus. Les Hispaniques ou Latino de toute race étaient de 11,19 %. Malone a un profil démographique beaucoup plus diversifié par rapport à la région environnante, en raison de l'hébergement de plusieurs établissements correctionnels d'État, qui accueillent des prisonniers de tout l'État de New York. Malone abrite également l'établissement correctionnel du comté de Franklin.
Sur les 4 114 ménages, 30,2 % ont des enfants de moins de 18 ans vivant avec eux, 46,5 % sontdes couples mariés vivant ensemble, 12,7 % ont une femme au foyer sans mari présent et 36,3 % ne sont pas des familles. 30,7 % des ménages sont  composés d’une seule personne et 14,3 % d’une personne âgée de 65 ans ou plus. La taille moyenne des ménages est de 2,36 personnes et la taille moyenne des familles de 2,91 personnes.
En 2000, la répartition par âge est la suivante : 16,3 % des moins de 18 ans, 10,4 % des 18 à 24 ans, 42,1 % des 25 à 44 ans, 19,2 % des 45 à 64 ans et 12,1 % des 65 ans et plus. L’âge médian est de 36 ans. Pour 100 femmes, on compte 179,4 hommes. Pour 100 femmes de 18 ans et plus, on compte 201,5 hommes.
Le revenu médian des ménages est de 27 716 dollars et celui des familles de 37 500 $. Le revenu médian des hommes est de 25 996 $, contre 20 506 $ pour les femmes. Le revenu par habitant de la ville est de 17 352 $.
Selon les estimations quinquennales du recensement de 2017 de l'American Community Survey, le taux de pauvreté à Malone est de 24 %. Le taux de pauvreté infantile est de 31 %. (Une statistique précédente indiquait que le taux de pauvreté n'était que de 8 %).

## Communautés et lieux de la ville de Malone
- Établissement correctionnel de Bare Hill (en) – une prison d'État à sécurité moyenne de l'État de New York
- Chasm Falls – un hameau dans la partie sud-est de la ville sur la route de comté 25 ; appelé à l'origine Titusville
- Fay – un hameau à la limite nord de la ville
- Hôtel Flanagan (en) – construit en 1917
- Établissement correctionnel de Franklin (en) – une prison d'État à sécurité moyenne de l'État de New York
- Lac Titus – un lac dans la partie sud-ouest de la ville
- Malone – un village situé au centre de la ville et le siège du comté de Franklin
- Aéroport de Malone-Dufort (en) (MAL) – un aéroport à l'ouest du village de Malone
- Malone Junction – un hameau au nord-est du village de Malone
- Teboville – un hameau dans la partie centrale de la ville, à l'est de Whippleville
- Titus Mountain (en) – un domaine skiable réparti sur trois montagnes et situé à 7 mi (11,3 km) au sud du village de Malone
- Établissement correctionnel du nord-ouest de l'État (en) – une prison d'État à sécurité maximale de l'État de New York
- Whippleville – un hameau dans la partie centrale de la ville, situé au sud du village de Malone sur la route de comté 25

## Sports
Les Malone Border Hounds (en) ont commencé à jouer à l'American Legion Field avec l'Empire Professional Baseball League (en) en 2023 et ils ont remporté le championnat de la ligue lors de leur première saison.

## Personnes notables
- Tom Browning (1960-2022), joueur de baseball qui a remporté la Série mondiale avec les Reds de Cincinnati
- Ovila Cayer (en) (1844–1909), récipiendaire de la Médaille d'honneur pour ses actions à la bataille de Globe Tavern
- Alexander Duane (en) (1858–1926), ophtalmologue
- Orville Gibson (1856–1911), fondateur de la Gibson Guitar Corporation
- William H. Flack (en) (1861–1907), membre du Congrès américain
- Michael Hastings (1980–2013), journaliste d'investigation[8]
- William H. Huntington (en) (1848–1916), ancien membre de l'Assemblée de l'État du Wisconsin
- Clarence E. Kilburn (en) (1893–1975), membre républicain de la Chambre des représentants des États-Unis
- Bob Mould (né en 1960), musicien solo et ancien guitariste, chanteur et compositeur des groupes de rock alternatif Hüsker Dü et Sugar
- Charles L. Russell (en) (1844–1910), récipiendaire de la Médaille d'honneur pour ses actions pendant la bataille de Spotsylvania
- Frank Tolan (en) (1854–99), récipiendaire de la Médaille d'honneur pour ses actions pendant la bataille de Little Bighorn
- William A. Wheeler (1819–87), 19e vice-président des États-Unis. Enterré au cimetière Morningside à Malone, son manoir situé sur la Rue du frêne (Elm Street) abrite aujourd'hui l'Elks Lodge
- Almanzo Wilder (1857–1949), époux de Laura Ingalls Wilder, autrice de La Petite Maison dans la prairie
- Philip Woolley (en) (1831–1912), homme d'affaires canado-américain